# Ypané
Ypané est une ville du département Central au Paraguay, située au sud de la capitale Asuncion.
La population était de 34 943 habitants en 2008.

## Histoire
La ville a été fondée en 1538.